# Halterofilismo nos Jogos Olímpicos de Verão de 2020 - Mais de 87 kg feminino
A categoria de mais de 87 kg feminino do halterofilismo nos Jogos Olímpicos de Verão de 2020 foi disputada em 2 de agosto de 2021 no Fórum Internacional de Tóquio, na capital japonesa. Um total de 13 halterofilistas, cada uma representando um Comitê Olímpico Nacional (CON), participaram do evento.
Durante a prova, Laurel Hubbard, da Nova Zelândia, se tornou a primeira mulher abertamente transgênero a competir nas Olimpíadas.

## Qualificação
Em cada categoria, até 14 halterofilistas poderiam se qualificar, com as vagas sendo alocadas da seguinte forma:
- Oito pelo ranking mundial da IWF;
- Cinco representantes de cada continente seguindo o ranking mundial, sendo limitado a CONs ainda sem halterofilistas qualificados;
- Vagas para o país anfitrião ou para a Comissão Tripartite.

## Calendário
Horário local (UTC+9)
| Data        | Hora  | Fase    |
| ----------- | ----- | ------- |
| 2 de agosto | 11:50 | Grupo B |
| 2 de agosto | 19:50 | Grupo A |

## Medalhas
| Ouro   | CHN Li Wenwen      |
| Prata  | GBR Emily Campbell |
| Bronze | USA Sarah Robles   |

## Recordes
Antes desta competição, os seguintes recordes eram estabelecidos:
| Recorde          | Tipo      | Halterofilista  | Peso   | Local    | Data                  |
| Recorde mundial  | Arranque  | Li Wenwen       | 148 kg | Tashkent | 25 de abril de 2021   |
| Recorde mundial  | Arremesso | Li Wenwen       | 187 kg | Tashkent | 25 de abril de 2021   |
| Recorde mundial  | Total     | Li Wenwen       | 335 kg | Tashkent | 25 de abril de 2021   |
|                  |           |                 |        |          |                       |
| Recorde olímpico | Arranque  | Padrão olímpico | 139 kg | —        | 1 de novembro de 2018 |
| Recorde olímpico | Arremesso | Padrão olímpico | 172 kg | —        | 1 de novembro de 2018 |
| Recorde olímpico | Total     | Padrão olímpico | 306 kg | —        | 1 de novembro de 2018 |

Após a competição, os seguintes recordes foram estabelecidos:
| Recorde          | Tipo      | Halterofilista | Peso   | Local  | Data                |
| Recorde olímpico | Arranque  | CHN Li Wenwen  | 140 kg | Tóquio | 2 de agosto de 2021 |
| Recorde olímpico | Arremesso | CHN Li Wenwen  | 180 kg | Tóquio | 2 de agosto de 2021 |
| Recorde olímpico | Total     | CHN Li Wenwen  | 320 kg | Tóquio | 2 de agosto de 2021 |

## Resultados
| Pos.              | Halterofilista           | CON                      | Grupo | Peso   | Arranque (kg) | Arranque (kg) | Arranque (kg) | Arranque (kg) | Arremesso (kg) | Arremesso (kg) | Arremesso (kg) | Arremesso (kg) | Total |
| Pos.              | Halterofilista           | CON                      | Grupo | Peso   | 1             | 2             | 3             | Result.       | 1              | 2              | 3              | Result.        | Total |
| ----------------- | ------------------------ | ------------------------ | ----- | ------ | ------------- | ------------- | ------------- | ------------- | -------------- | -------------- | -------------- | -------------- | ----- |
| Medalha de ouro   | Li Wenwen                | CHN China                | A     | 150.10 | 130           | 135           | 140           | 140           | 162            | 173            | 180            | 180            | 320   |
| Medalha de prata  | Emily Campbell           | GBR Grã-Bretanha         | A     | 124.80 | 118           | 122           | 122           | 122           | 150            | 156            | 161            | 161            | 283   |
| Medalha de bronze | Sarah Robles             | USA Estados Unidos       | A     | 148.30 | 120           | 125           | 128           | 128           | 150            | 154            | 157            | 154            | 282   |
| 4                 | Lee Seon-mi              | KOR Coreia do Sul        | A     | 118.90 | 118           | 122           | 125           | 125           | 148            | 152            | 155            | 152            | 277   |
| 5                 | Nurul Akmal              | INA Indonésia            | A     | 113.55 | 107           | 111           | 115           | 115           | 141            | 151            | 154            | 141            | 256   |
| 6                 | Charisma Amoe-Tarrant    | AUS Austrália            | A     | 154.05 | 95            | 100           | 105           | 105           | 123            | 128            | 138            | 138            | 243   |
| 7                 | Verónica Saladín         | DOM República Dominicana | A     | 126.20 | 105           | 111           | 116           | 111           | 125            | 131            | –              | 131            | 242   |
| 8                 | Kuinini Manumua          | TGA Tonga                | A     | 108.50 | 100           | 103           | 106           | 103           | 125            | 125            | 128            | 125            | 228   |
| 9                 | Eyurkenia Duverger       | CUB Cuba                 | B     | 103.65 | 96            | 100           | 100           | 96            | 120            | 124            | 129            | 129            | 225   |
| 10                | Sarah Fischer            | AUT Áustria              | A     | 93.35  | 93            | 97            | 97            | 97            | 117            | 123            | 123            | 123            | 220   |
| 11                | Anna Van Bellinghen      | BEL Bélgica              | B     | 87.10  | 96            | 100           | 100           | 96            | 115            | 119            | 123            | 123            | 219   |
| 12                | Erdenebatyn Bilegsaikhan | MGL Mongólia             | B     | 90.90  | 80            | 85            | 87            | 85            | 115            | 120            | 122            | 122            | 207   |
| 13                | Scarleth Ucelo           | GUA Guatemala            | B     | 113.50 | 86            | 87            | 87            | 87            | 107            | 112            | 116            | 116            | 203   |
| –                 | Laurel Hubbard           | NZL Nova Zelândia        | A     | 146.70 | 120           | 125           | 125           | –             | –              | –              | –              | –              | DNF   |

Legenda
| Recorde mundial      | Recorde mundial (World record)               |                       | Recorde africano                      | Recorde africano (African) |                                           | Q | Classificado por posição (Qualified) |
| Recorde olímpico     | Recorde olímpico (Olympic record)            | Recorde da América    | Recorde da América (Americas)         | q                          | Classificado por melhor tempo (Qualified) |   |                                      |
| Melhor marca do ano  | Melhor marca do ano (World leading)          | Recorde asiático      | Recorde asiático (Asian)              | DNS                        | Não largou (Did not start)                |   |                                      |
| Recorde nacional     | Recorde nacional (National record)           | Recorde europeu       | Recorde europeu (European)            | DNF                        | Não terminou (Did not finish)             |   |                                      |
| Recorde pessoal      | Recorde pessoal do atleta (Personal best)    | Recorde da Oceania    | Recorde da Oceania (Oceania)          | DSQ / DQ                   | Desclassificado (Disqualified)            |   |                                      |
| Recorde da temporada | Recorde da temporada do atleta (Season best) | Recorde sul-americano | Recorde sul-americano (South America) | NM                         | Sem marca (No mark)                       |   |                                      |